# Casa Auguet
La Casa Auguet és un edifici del municipi de Girona que forma part de l'Inventari del Patrimoni Arquitectònic de Catalunya.

## Descripció
Aquest edifici modernista fou una de les primeres cases construïdes a la Gran Via i de les últimes que resten dempeus. Té planta baixa i quatre pisos. Presenta una façana molt estreta dividida en dos parts, la més destacada amb balcons tancats semipoligonals, mentre a la segona, a l'esquerra, s'hi projectaren finestres rectangulars. Destaquen les solucions formals escollides per decorar-la, emprant pilastres i elements vegetals, garlandes i corones sovint emmarcades amb motllures. És original l'acabament de la part principal amb una espècie de frontó circular ornamentat a la zona central. Les finestres presenten vitralls a la part superior.